# Örslösa
Örslösa est une localité de Suède située dans la commune de Lidköping du comté de Västra Götaland. Elle couvre une superficie de 0,41 km2. En 2010, elle compte 307 habitants.